# Klemens Ignacy Ustrzycki
Klemens Ignacy Ustrzycki z Unichowa (niem. Vainagh, węg. Vajnág (ukr. Вонігово) obecnie Rejon tiacziwski) herbu Przestrzał (ur. w 1660 – zm. 6 czerwca 1720) – kasztelan sanocki 1720, stolnik zakroczymski, podkomorzy, poseł na sejm. Jeden z kolejnych właścicieli m.in. Rzepnika, Ustrzyk Dolnych.
Był synem Macieja Stanisława Ustrzyckiego – kasztelana sanockiego i Marianny Brzezińskiej. Ożeniony w 1688 w Łękach z córką hr. Kazimierza Karola Tarnowskiego h. Leliwa Franciszką Tarnowską. Z ich rąk gmina Wojkówka trafiła w posiadanie rodziny Górskich. 
Żył w czasach kiedy to w 1667 sejm za zasługi i fundację kościoła w Jasieniu, zezwolił jego ojcu; Maciejowi Stanisławowi Ustrzyckiemu, na zamianę królewskich Ustrzyk Dolnych wraz z Jasieniem za Ustrzyki Górne.
W wyniku działań kasztelana sanockiego – Klemensa Ustrzyckiego herbu Przestrzał, Ustrzyki Dolne, po kilku latach; w 1723 r.,  uzyskały prawa miejskie.,  czyli dopiero po śmierci starającego się o te przywileje.